# Centaurea horrida
Centaurea horrida là một loài thực vật có hoa trong họ Cúc. Loài này được Badarò mô tả khoa học đầu tiên năm 1824.